# 물을 찾는 불위의 여자
물을 찾는 불위의 여자(Woman On Fire Looks For Water)는 한국에서 제작된 우밍진 감독의 2009년 드라마 영화이다.

## 출연
- 张顺源 - 아페이 역
- Chung Kok-keong - 아카우 역
- Foo Fei Ling - 릴리 역
- Jerrica Lai - 수린 역